# Albert Chichery
Albert Chichery, né le 12 octobre 1888 au Blanc (Indre) et mort assassiné au même lieu le 15 août 1944, est un homme politique français.

## Biographie
Ses études secondaires au collège du Blanc terminées, Albert Chichery entra dans le commerce que tenaient ses parents. Il fit ensuite son service militaire qu'il termina comme officier de réserve. Lorsque éclata la guerre de 1914-1918, il fut mobilisé comme lieutenant au 135e régiment d'infanterie où sa conduite fut exemplaire.
Rendu à la vie civile, il se consacra à son usine de fabrication de cycles, Dilecta, qu'il monta de toutes pièces et lui donna une grande extension. Il se rendit notamment propriétaire de la marque de bicyclettes De Dion-Bouton et sa production était montée à un débit annuel de 25 000 cycles dans une usine qui occupait plus de cent cinquante personnes. On sait que la marque « Dilecta » a gagné de grandes épreuves de route comme Paris-Le Havre, Paris-Roubaix, Championnat de France, etc.
- Député radical de l'Indre de 1932 à 1940
- Ministre du Commerce et de l'Industrie du 5 au 16 juin 1940 dans le gouvernement Paul Reynaud
- Ministre de l'Agriculture et du Ravitaillement du 16 juin au 12 juillet 1940 dans le gouvernement Philippe Pétain

Le 5 juin 1940, il est nommé ministre du Commerce et de l'Industrie dans le cabinet Paul Reynaud, formé le 21 mars précédent. Il remplaçait M. Léon Baréty, démissionnaire le 18 mai. Mais ce ministère disparut quelques jours plus tard, le 16 juin, pour faire place au cabinet Philippe Pétain qui lui attribua le portefeuille de l'agriculture et du ravitaillement. Ce ministère ne vécut que jusqu'au 12 juillet.
L'avant-veille, au Congrès de Vichy, Albert Chichery vota les pouvoirs constituants demandés par le maréchal Pétain, et fut membre du Conseil national créé par le Gouvernement de Vichy.
Au moment de la Libération, le 15 août 1944, il fut enlevé par un commando de trois maquisards issus de la région de La Châtre, dans sa propriété de Madrolles, près du Blanc. Entraîné dans un bois voisin, il fut tué d'une balle dans la nuque, et son corps abandonné dans un fossé. L'ordre de l'exécuter avait été décrété par les responsables du bataillon Indre-Est des Forces françaises de l'intérieur. Ses assassins n'ont jamais été poursuivis[réf. nécessaire]. Il était âgé de 55 ans. Il est inhumé au cimetière de la ville basse de la commune du Blanc.

## Décoration
- Commandeur de l'ordre du Mérite commercial, ex officio en tant que ministre du Commerce et président du conseil de l'ordre (1940)[1]